# Thomas Monroe
Thomas Monroe (* 26. September 1902; † 24. April 1960 in Sawtelle, Kalifornien) war ein US-amerikanischer Drehbuchautor, der zweimal für den Oscar für die beste Originalgeschichte nominiert war.

## Leben
Monroe verfasste zwischen 1941 und 1958 Vorlagen und Drehbücher für nur fünf Filme und Fernsehserien. Gleich für seine erste Arbeit wurde er für den Oscar für die beste Originalgeschichte nominiert, und zwar gemeinsam mit Billy Wilder bei der Oscarverleihung 1942 für die von Howard Hawks inszenierte Filmkomödie Die merkwürdige Zähmung der Gangsterbraut Sugarpuss (Alternativtitel: Wirbelwind der Liebe, OT: Ball of Fire, 1941), in der Gary Cooper, Barbara Stanwyck und Oskar Homolka die Hauptrollen spielten. 
Seine zweite Oscarnominierung für die beste Originalgeschichte bekam Monroe 1946 mit László Görög für die Filmkomödie Oh, Susanne! (The Affairs of Susan, 1945) von William A. Seiter mit Joan Fontaine, George Brent und Dennis O’Keefe.
Nach der Vorlage zu Die merkwürdige Zähmung der Gangsterbraut Sugarpuss entstand auch die 1965 gedrehte türkische Filmromanze Ates gibi kadin von Aram Gülyüz mit Tanju Gürsu, Leyla Sayar und Kenan Pars.

## Filmografie
- 1941: Die merkwürdige Zähmung der Gangsterbraut Sugarpuss (Alternativtitel: Wirbelwind der Liebe, OT: Ball of Fire)
- 1945: Oh, Susanne! (The Affairs of Susan)
- 1948: A Song Is Born
- 1954: At This Moment (Kurzfilm)
- 1958: Der Texaner (The Texan, Fernsehserie)